# Chickenfoot III
Albums de Chickenfoot
Chickenfoot
Singles
Chickenfoot III est le deuxième album studio du groupe de hard rock américain Chickenfoot, publié le 27 septembre 2011 en Europe et aux États-Unis.
L'album entre à la 9e place du Billboard 200 à  sa sortie, avec 42 000 exemplaires vendus.

## Liste des titres
| No  | Titre                         | Auteur                          | Durée |
| --- | ----------------------------- | ------------------------------- | ----- |
| 1.  | Last Temptation               | Hagar, Satriani                 | 4:02  |
| 2.  | Alright Alright               | Hagar, Satriani, Smith, Anthony | 4:39  |
| 3.  | Different Devil               | Hagar, Satriani, Smith          | 4:24  |
| 4.  | Up Next                       | Hagar, Satriani                 | 4:33  |
| 5.  | Lighten Up                    | Hagar, Satriani                 | 5:52  |
| 6.  | Come Closer                   | Hagar, Satriani                 | 4:08  |
| 7.  | Three and a Half Letters      | Hagar, Satriani                 | 4:07  |
| 8.  | Big Foot                      | Hagar, Satriani                 | 3:49  |
| 9.  | Dubai Blues                   | Hagar, Satriani                 | 5:02  |
| 10. | Something Going Wrong         | Hagar, Satriani                 | 5:16  |
| 11. | No Change (titre bonus caché) | Hagar, Satriani, Smith, Anthony | 4:24  |

## Composition du groupe
- Joe Satriani : guitares électriques et acoustiques, claviers, chœurs, harpe, banjo.
- Sammy Hagar : chant.
- Chad Smith : batterie, percussions, chœurs
- Michael Anthony : basse, chœurs.